# Nimis
Nimis is een gemeente in de Italiaanse provincie Udine (regio Friuli-Venezia Giulia) en telt 2911 inwoners (31-12-2004). De oppervlakte bedraagt 33,9 km², de bevolkingsdichtheid is 85 inwoners per km².
De volgende frazioni maken deel uit van de gemeente: Monteprato.

## Demografie
Nimis telt ongeveer 1214 huishoudens. Het aantal inwoners steeg in de periode 1991-2001 met 1,3% volgens cijfers uit de tienjaarlijkse volkstellingen van ISTAT.
| Jaar | Inwoneraantal |
| ---- | ------------- |
| 1991 | 2788          |
| 2001 | 2825          |

## Geografie
Nimis grenst aan de volgende gemeenten: Attimis, Lusevera, Povoletto, Reana del Rojale, Taipana, Tarcento.

## Geboren in Nimis
- Ildebrando Antoniutti, kardinaal van de Katholieke Kerk.